# شیرازی سفلی
شیرازی سفلی، روستایی از توابع بخش مرکزی شهرستان کرمانشاه در استان کرمانشاه ایران است.

## جمعیت
این روستا در دهستان قره‌سو قرار دارد و براساس سرشماری سال ۱۳۹۵ جمعیت آن ۶۳ نفر (۱۲خانوار) بوده‌ است.